# Drogi w powiecie starachowickim
Drogi w zarządzie Starostwa Powiatowego w Starachowicach – całkowita długość dróg – 240,65 km, numery dróg według nowej nomenklatury.
Zgodnie z art. 12, pkt 11 i art. 44 ustawy z dnia 5 czerwca 1998 r. o samorządzie powiatowym oraz art. 6a, ust. 3 ustawy z dn. 21 marca 1985 r. o drogach publicznych, ustalenie przebiegu dróg powiatowych leży w gestii Rady Powiatu.
Podstawa: Uchwała nr XXIV/179/2008 z dnia 28 sierpnia 2008 r. Rady Powiatu Starachowice.

## Drogi powiatowe objęte numeracją ewidencyjną
| LP | Numer drogi | Nazwa drogi i opis przebiegu                                                           | Długość w km |
| -- | ----------- | -------------------------------------------------------------------------------------- | ------------ |
| 1  | 0557 T      | Skarżysko-Kamienna – Mirzec                                                            | 5,950 km     |
| 2  | 0558 T      | (Zbijów Duży) – gr. woj. świętokrzyskiego – Jagodne – Grzybowa Góra                    | 3,500 km     |
| 3  | 0559 T      | Jagodne – Gadka                                                                        | 2,175 km     |
| 4  | 0560 T      | Podkowalów – Mirzec – Poddąbrowa                                                       | 3,960 km     |
| 5  | 0561 T      | Mirzec (Ogrody) – Poddąbrowa – Tychów Stary – dr. woj. nr 744                          | 6,000 km     |
| 6  | 0563 T      | Mirzec – Wąchock                                                                       | 7,900 km     |
| 7  | 0564 T      | Przez wieś Malcówki                                                                    | 1,690 km     |
| 8  | 0565 T      | Tychów Nowy – Ostrożanka                                                               | 5,110 km     |
| 9  | 0566 T      | (Seredzice) gr. woj. świętokrzyskiego – Tychów Nowy – Tychów Stary                     | 3,300 km     |
| 10 | 0567 T      | Tychów Stary – Ostrożanka – Małyszyn – gr. woj. świętokrzyskiego (Pastwiska)           | 4,710 km     |
| 11 | 0568 T      | Małyszyn Górny – Małyszyn Stary                                                        | 3,260 km     |
| 12 | 0569 T      | Trębowiec Duży – Czerwona – Mirzec                                                     | 3,445 km     |
| 13 | 0570 T      | Osiny – Mokre Niwy – Krupów – Trębowiec Duży – gr. woj. świętokrzyskiego (Zbijów Mały) | 5,935 km     |
| 14 | 0573 T      | Majków – Marcinków – Wąchock                                                           | 4,515 km     |
| 15 | 0574 T      | Przez wieś Wielka Wieś                                                                 | 2,830 km     |
| 16 | 0575 T      | Parszów – Majków                                                                       | 0,800 km     |
| 17 | 0576 T      | Skarżysko-Kamienna – Majków – Parszów                                                  | 0,500 km     |
| 18 | 0578 T      | Suchedniów – Mostki – Parszów                                                          | 1,230 km     |
| 19 | 0581 T      | Rataje – Starachowice                                                                  | 5,195 km     |
| 20 | 0582 T      | Wąchock – Siekierno – Leśna                                                            | 8,445 km     |
| 21 | 0598 T      | Dąbrowa Dolna – Grabków – Bostów                                                       | 6,500 km     |
| 22 | 0600 T      | Rzepin – Rzepinek – Szerzawy – Brzezie – Łomno                                         | 7,370 km     |
| 23 | 0601 T      | Łomno – Zarzecze                                                                       | 1,990 km     |
| 24 | 0602 T      | Tarczek – Grabków                                                                      | 2,990 km     |
| 25 | 0603 T      | Szerzawy – Chybice – Wieloborowice – Szarotka                                          | 10,05 km     |
| 26 | 0604 T      | Jadowniki – Ambrożów                                                                   | 4,660 km     |
| 27 | 0606 T      | Rzepinek – Świślina – Szerzawy                                                         | 4,020 km     |
| 28 | 0607 T      | Radkowice – Szerzawy                                                                   | 4,095 km     |
| 29 | 0608 T      | Siekierno – Radkowice – Rzepin Kolonia                                                 | 10,780 km    |
| 30 | 0611 T      | Bodzentyn – Śniadka – Tarczek                                                          | 1,195 km     |
| 31 | 0612 T      | Rzepin – Dąbrowa                                                                       | 6,270 km     |
| 32 | 0613 T      | Starachowice – Adamów – Styków – Jabłonna – Dąbrowa – Pawłów                           | 13,700 km    |
| 33 | 0614 T      | Przez wieś Kuczów                                                                      | 1,840 km     |
| 34 | 0615 T      | Przez wieś Adamów                                                                      | 2,765 km     |
| 35 | 0616 T      | Starachowice – Warszawka – Dziurów – Styków                                            | 6,810 km     |
| 36 | 0617 T      | Starachowice – Lubienia                                                                | 10,800 km    |
| 37 | 0618 T      | Lipie – Henryk – Szyb                                                                  | 5,400 km     |
| 38 | 0619 T      | Komorniki – Suszarnia                                                                  | 1,800 km     |
| 39 | 0620 T      | Lubienia – Przymiarki – Budy Brodzkie – Działki – Młynek                               | 6,350 km     |
| 40 | 0621 T      | Brody – Połągiew – Staw Kunowski – Rudnik                                              | 6,540 km     |
| 41 | 0622 T      | Bór Kunowski – Staw Kunowski                                                           | 4,200 km     |
| 42 | 0623 T      | Krynki Duże – Rudnik                                                                   | 2,000 km     |
| 43 | 0624 T      | Brody – Krynki Duże – Krynki Małe                                                      | 3,160 km     |
| 44 | 0625 T      | Krynki – Brody                                                                         | 3,770 km     |
| 45 | 0626 T      | Styków – Ruda – Brody                                                                  | 3,960 km     |
| 46 | 0627 T      | Styków – Kałków                                                                        | 4,550 km     |
| 47 | 0628 T      | Dąbrowa – Kałków                                                                       | 2,000 km     |
| 48 | 0629 T      | Pawłów – Bukówka – Broniewice                                                          | 4,700 km     |
| 49 | 0630 T      | Trzeszków – Pokrzywnica                                                                | 2,420 km     |
| 50 | 0631 T      | Przez wieś Chybice                                                                     | 1,267 km     |
| 51 | 0632 T      | Sosnówka – Włochy – Wieloborowice                                                      | 0,400 km     |
| 52 | 0903 T      | Kałków – „Wióry” Zapora – Doły Biskupie                                                | 2,760 km     |
| 53 | 0904 T      | Starachowice – ul. Dworcowa – ul. Marszałka Piłsudskiego                               | 2,371 km     |
| 54 | 0905 T      | Starachowice, ul. Radomska                                                             | 1,010 km     |
| 55 | 0906 T      | Starachowice, ul. 17 Stycznia                                                          | 1,186 km     |
| 56 | 0907 T      | Starachowice, ul. Szkolna – ul. Mrozowskiego – ul. Majówka – ul. Leśna                 | 4,520 km     |

## Drogi powiatowe nieobjęte numeracją ewidencyjną
| LP | Nazwa drogi/odcinka                                                   | Przebieg drogi/odcinka |
| -- | --------------------------------------------------------------------- | --- |
| 1  | Kałków – „Wióry” Zapora – Doły Biskupie                               | Przebieg drogi: (była dr. gminna nr 1552029 Kałków – „Wióry”) od dr. powiat. nr 0627 T – Kałków – „Wióry” Zapora – do gr. administr. powiatu (Doły Biskupie)             |
| 2  | Starachowice ul. Radomska                                             | Przebieg drogi: od skrzyżowania z ul. 1-go Maja i ul. Krzosa – ul. Radomska – do skrzyżowania z ul. Hutniczą oraz odc. jednokierunkowy do skrzyżowania z ul. Sportową    |
| 3  | Starachowice ul. Dworcowa – ul. M. Piłsudskiego                       | Przebieg drogi: od skrzyżowania z ul. Kolejową – ul. Dworcowa – do skrzyżowania z ul. M. Piłsudskiego – ul. M. Piłsudskiego (odc. jednokierunkowy) – do ul. Kościuszki   |
| 4  | Starachowice ul. Szkolna – ul. Mrozowskiego – ul. Majówka – ul. Leśna | Przebieg drogi: od skrzyżowania z ul. Radomską (dr. woj. nr 744) – ul. Szkolna – ul. J. Mrozowskiego – ul. Majówka – ul. Leśna – do skrzyżowania z dr. powiat. nr 0618 T |
| 5  | Starachowice ul. 17 Stycznia                                          | Przebieg drogi: od skrzyżowania z dr. kraj. nr 42 – ul. 17 Stycznia – do ul. Targowej (przejazd kolejowy)                                                                |

| Lp. | Nr ewid. dogi | Stary nr ewid. drogi | Nazwa drogi i opis przebiegu |
| --- | ------------- | -------------------- | --- |
| 1   | 0557 T        | 15853                | Nazwa drogi: Skarżysko-Kamienna – Mirzec Przebieg drogi: odc. (Grzybowa Góra) gr. admin.powiatu– Gadka – Mirzec Ogrody –Mirzec – do dr. woj. nr 744 |
| 2   | 0558 T        | 15854                | Nazwa drogi: (Zbijów Duży) – gr. woj. świętokrzysk. – Jagodne – Grzybowa Góra Przebieg drogi: odc. (Zbijów Duży) gr. woj. świętokrzys., gr. powiatu – Jagodne – gr. administr. powiatu (Grzybowa Góra) |
| 3   | 0559 T        | 15855                | Nazwa drogi: Jagodne – Gadka Przebieg drogi: od dr. powiat. nr 0558 T – Jagodne – Gadka – do dr. powiat. nr 0557 T |
| 4   | 0560 T        | 15856                | Nazwa drogi: Podkowalów – Mirzec – Poddąbrowa Przebieg drogi: od dr. pojazdowej do pól –Podkowalów – Mirzec – Poddąbrowa – do dr. powiat. nr 0561 T |
| 5   | 0561 T        | 15857                | Nazwa drogi: Mirzec (Ogrody) – Poddąbrowa – Tychów Stary – dr. woj. nr 744 Przebieg drogi: od dr. powiat. nr 0557 T – Mirzec Ogrody – Poddąbrowa – Malcówki – Tychów Stary – od dr. woj. nr 744 |
| 6   | 0563 T        | 15858                | Nazwa drogi: Mirzec – Wąchock Przebieg drogi: odc. od dr. woj. nr 744 – Mirzec – ul. Langiewicza– Wąchock, ul. Radomska – ul. Kolejowa – do dr. kraj nr 42 |
| 7   | 0564 T        | 15859                | Nazwa drogi: przez wieś Malcówki Przebieg drogi: od dr. woj. nr 744 – Mirzec – przez wieś Malcówki – do dr. powiat. nr 0561 T |
| 8   | 0565 T        | 15860                | Nazwa drogi: Tychów Nowy – Ostrożanka Przebieg drogi: od m. Tychów Nowy – przez wieś (wspólny przebieg z drogą powiat. nr 0566 T od drogi do ujęcia wody w m. Trębowiec do skrzyżowania z dr. powiat. nr 0566 T w kierunku m. Seredzice) – Ostrożanka przez wieś – do dr. powiat. nr 0567 T                                                                                   |
| 9   | 0566 T        | 15861                | Nazwa drogi: (Seredzice) gr. woj. świętokrzyskiego – Tychów Nowy – Tychów Stary Przebieg drogi: (Seredzice) gr. administr. woj. świętokrz., gr. powiatu – Tychów Nowy (wspólny przebieg z dr powiat. nr 0565 T do skrzyżowania z dr. do ujęcia wody w m. Trębowiec) – Tychów Stary – do dr. woj. nr 744                                                                       |
| 10  | 0567 T        | 15862                | Nazwa drogi: Tychów Stary – Ostrożanka – Małyszyn – gr. woj. świętokrzysk.(Pastwiska) Przebieg drogi: od dr. woj. nr 744 – Tychów Stary – Ostrożanka – Małyszyn Górny – gr. powiatu, gr. woj. świętokrz. (Pastwiska) |
| 11  | 0568 T        | 15863                | Nazwa drogi: Małyszyn Górny – Małyszyn Stary Przebieg drogi: od dr. powiat. nr 0567 T –Małyszyn Górny – Małyszyn Stary – do dr. powiat. nr 0567 T |
| 12  | 0569 T        | 15864                | Nazwa drogi: Trębowiec Duży – Czerwona – Mirzec Przebieg drogi: od dr. powiat. nr 0570 T –Trębowiec Duży – Czerwona – Mirzec Podborki – do dr. woj. nr 744 |
| 13  | 0570 T        | 15865                | Nazwa drogi: Osiny – Mokre Niwy – Krupów – Trębowiec Duży – gr. woj. świętokrzys.(Zbijów Mały) Przebieg drogi: od dr. gminnej (byłej dr. powiat. nr 0571 T) – Osiny – Mokre Niwy – Krupów – Trębowiec Duży –skrzyżowanie z dr. woj. nr 744 – Trębowiec Duży – gr. administr. powiatu, gr. woj. świętokrzysk. (Zbijów Mały)                                                    |
| 14  | 0573 T        | 15870                | Nazwa drogi: Majków-Marcinków – Wąchock Przebieg drogi: odc.(Michałów) gr. administr. powiatu –Marcinków – Wąchock, ul. św. Rocha – do dr powiat. nr 0563 T (ul. Kolejowa) |
| 15  | 0574 T        | 15871                | Nazwa drogi: przez wieś Wielka Wieś Przebieg drogi: od dr. kraj. nr 42 – Wielka Wieś przez wieś– do drogi wewnętrznej UMiG Wąchock |
| 16  | 0575 T        | 15872                | Nazwa drogi: Parszów – Majków Przebieg drogi: odc. dr. kraj nr 42 – przez wieś Parszów – do gr. administr. powiatu (Majków) |
| 17  | 0576 T        | 15873                | Nazwa drogi: Skarżysko-Kamienna – Majków – Parszów Przebieg drogi: odc. (Majków) dr. administr. powiatu – Parszów, ul. Górna – do dr. kraj. nr 42 |
| 18  | 0578 T        | 15875                | Nazwa drogi: Suchedniów – Mostki – Parszów Przebieg drogi: odc. (Mostki) gr. administr. powiatu– Parszów, ul. Kamieniczki – do dr. kraj. nr 42 |
| 19  | 0581 T        | 15878                | Nazwa drogi: Rataje – Starachowice Przebieg drogi: od dr. powiat. nr 0582 T – Rataje –Starachowice – ul. Nowowiejska – ul. 6-go Września – ul. Miodowa – na odc. od ul. 6-go Września do skrzyżow. z dr. kraj. nr 42 |
| 20  | 0582 T        | 15879                | Nazwa drogi: Wąchock – Siekierno – Leśna Przebieg drogi: odc. od dr. kraj nr 42 – Wąchock, ul. Langiewicza – Rataje – do gr. administr. powiatu (Siekierno) |
| 21  | 0598 T        | 15898                | Nazwa drogi: Dąbrowa Dolna – Grabków – Bostów Przebieg drogi: (Dabrowa Dolna) gr. administr. gminy – Grabków – Krajków – Łomno – Modrzewie – Bostów – do dr. woj. nr 756 |
| 22  | 0600 T        | 15907                | Nazwa drogi: Rzepin – Rzepinek – Szerzawy – Brzezie – Łomno Przebieg drogi: od dr. powiat. nr 0608T – Kolonia – Rzepin I – Rzepinek – Szerzawy Nowe – skrzyż. z dr. woj. nr 752 – Brzezie – dr. powiat nr 0603 T(wspólny przebieg z drogą powiat. nr 0603 T do skrzyżow. do m. Łomno) –Łomno Parcele – do dr. powiat. nr 0598 T                                               |
| 23  | 0601 T        | 15902                | Nazwa drogi: Łomno – Zarzecze Przebieg drogi: od dr. powiat. nr 0598 T – Łomno Parcele –Zarzecze – do dr. gminnej nr 002814 T |
| 24  | 0602 T        | 15903                | Nazwa drogi: Tarczek – Grabków Przebieg drogi: od dr. woj. nr 752 – Tarczek – Komorniki –Grabków – do dr. powiat. nr 0598 T |
| 25  | 0603 T        | 15904                | Nazwa drogi: Szerzawy – Chybice – Wieloborowice – Szarotka Przebieg drogi: od dr. woj. nr 752 –Szerzawy – Brzezie – Wawrzęczyce – Chybice – skrzyżow. z dr. woj. nr 756 – Chybice – Trzeszków – Wieloborowice – do gr. administr. powiatu (Szarotka) |
| 26  | 0604 T        | 15905                | Nazwa drogi: Jadowniki – Ambrożów Przebieg drogi: od dr. woj. nr 752 – Jadowniki – Jadowniki Górne – Jawór Stary – Jawór Nowy – Ambrożów – do dr. woj. nr 756 |
| 27  | 0606 T        | 15908                | Nazwa drogi: Rzepinek – Świślina – Szerzawy Przebieg drogi: od dr. powiat. nr 0600 T – Rzepinek– Świślina Dolna – Świślina Górna – Szerzawy Stare Drugie – Szerzawy – do dr. woj. nr 752 |
| 28  | 0607 T        | 15909                | Nazwa drogi: Radkowice – Szerzawy Przebieg drogi: od dr. powiat. nr 0608 T – Radkowice –Kolonia Brogowiec – Izwola – Szerzawy – do dr. powiat. nr 0606T |
| 29  | 0608 T        | 15910                | Nazwa drogi: Siekierno – Radkowice – Rzepin Kolonia Przebieg drogi: (Siekierno) gr. administr. powiatu – Bronkowice Jaźwiny – Bronkowice – Radkowice Kolonia – Radkowice – Rzepin Kolonia – do dr. woj. nr 756. |
| 30  | 0611 T        | 15913                | Nazwa drogi: Bodzentyn – Śniadka – Tarczek Przebieg drogi: odc. Śniadka – gr. administr. powiatu – Tarczek – do dr. woj. nr 752 |
| 31  | 0612 T        | 15914                | Nazwa drogi: Rzepin – Dąbrowa Przebieg drogi: od dr. gminnej nr 002797 – przez wieś Rzepin I –skrzyżow. z dr. woj. nr 756 – przez wieś Rzepin II – Dąbrowa – do dr. powiat. nr 0613 T |
| 32  | 0613 T        | 15918                | Nazwa drogi: Starachowice – Adamów – Styków – Jabłonna – Dąbrowa – Pawłów Przebieg drogi: Starachowice, od skrzyżow. z ul. Iłżecką – ul. Długa – Adamów, ul. Starachowicka, ul. Szkolna – Styków, ul. Sosnowa, ul. Słoneczna – skrzyżow. z dr. kraj. nr 42 – Styków, ul. Kościelna i ul. Szeroka – Jabłonna- Dąbrowa- Dąbrowa Pawłowska – Biedów– Pawłów – do dr. woj. nr 756 |
| 33  | 0614 T        | 15917                | Nazwa drogi: przez wieś Kuczów Przebieg drogi: od dr. kraj. nr 42- Kuczów przez wieś, ul. Łączna, ul. Wysoka – do gr. administr. m. Starachowice |
| 34  | 0615 T        | 15919                | Nazwa drogi: przez wieś Adamów Przebieg drogi: od dr. powiat nr 0613 T – Adamów przez wieś, ul. Sosnowa, ul. Górna – do dr. powiat. nr 0613 T |
| 35  | 0616 T        | 15920                | Nazwa drogi: Starachowice – Warszawka – Dziurów – Styków Przebieg drogi: Starachowice – od skrzyżow. z ul. Armii Krajowej – ul. ks. Kardynała S. Wyszyńskiego – do skrzyżow. z ul. Iłżecką – ul. Zgodna – ul. Warszawka –Dziurów, ul. Słoneczna, ul. Spokojna, ul. św. Jana – Styków, ul. Starotorze – do dr. powiat. nr 0613 T                                               |
| 36  | 0617 T        | 15921                | Nazwa drogi: Starachowice – Lubienia Przebieg drogi: Starachowice, od skrzyżowania z dr. kraj. nr 42 – ul. Radomska (do skrzyżow. z ul. Sportową) – ul. Hutnicza – ul. Marszałka Piłsudskiego – ul. Kolejowa – ul. Spółdzielcza – ul. Targowa – ul. Iłżecka – Szyb – Henryk – Suszarnia (Gajówka) – Lubienia, ul. Starachowicka – do dr. kraj. nr 9                           |
| 37  | 0618 T        | 15922                | Nazwa drogi: Lipie – Henryk – Szyb Przebieg drogi: od gr. Lasów Państwowych – Lipie przez wieś, ul. Starachowicka – Henryk – Szyb – dr. powiat. nr 0617 T |
| 38  | 0619 T        | 15923                | Nazwa drogi: Komorniki – Suszarnia Przebieg drogi: od dr. kraj. nr 9 – przez wieś Komorniki, ul. Zachodnia, ul. Leśna – do dr. powiat. nr 0617 T |
| 39  | 0620 T        | 15924                | Nazwa drogi: Lubienia – Przymiarki – Budy Brodzkie – Działki – Młynek Przebieg drogi: od dr. kraj. nr 9 – Lubienia, ul. Wschodnia – Przymiarki, ul. Przymiarki – Budy Brodzkie, ul. Północna – Działki, ul. Działki –Młynek, ul. Podgórska – do dr. kraj. nr 9 |
| 40  | 0621 T        | 15925                | Nazwa drogi: Brody – Połągiew – Staw Kunowski – Rudnik Przebieg drogi: od dr. powiat. nr 0625 T– Brody, ul. Radomska, ul. Szkolna – Połągiew, ul. Piaskowa – Staw Kunowski, ul. Klonowa – Rudnik, ul. Stawowa – do dr. kraj. nr 9 |
| 41  | 0622 T        | 15926                | Nazwa drogi: Bór Kunowski – Staw Kunowski Przebieg drogi: od początku wsi Bór Kunowski, ul. 4-go Lipca, ul. Leśna – Staw Kunowski, ul. Szkolna – do dr. powiat. nr 0621 T |
| 42  | 0623 T        | 15927                | Nazwa drogi: Krynki Duże – Rudnik Przebieg drogi: od dr. powiat. nr 0624 T – Krynki Duże, ul. Długa – Rudnik – do dr. kraj. nr 9 |
| 43  | 0624 T        | 15928                | Nazwa drogi: Brody – Krynki Duże – Krynki Małe Przebieg drogi: od dr. powiat. nr 0625 T – Brody– Krynki, ul. Kościelna – Krynki Duże, ul. Górna – Krynki Małe, ul. Górna – do dr. kraj nr 42 |
| 44  | 0625 T        | 15929                | Nazwa drogi: Krynki – Brody Przebieg drogi: od dr. kraj. nr 42 – Krynki, ul. Starachowicka –Brody, ul. Starachowicka, ul. Ostrowiecka – do dr. kraj nr 9 |
| 45  | 0626 T        | 15930                | Nazwa drogi: Styków – Ruda – Brody Przebieg drogi: od dr. powiat. nr 0613 T – Styków, ul. Kolejowa – Ruda, ul. Widok – Brody, ul. Nad Zalewem – do dr. powiat nr 0621 T |
| 46  | 0627 T        | 15931                | Nazwa drogi: Styków – Kałków Przebieg drogi: odc. od dr. kraj. nr 42 – Styków – Kolonia Godów –Kałków- do dr. gminnej nr 002790 T |
| 47  | 0628 T        | 15932                | Nazwa drogi: Dąbrowa – Kałków Przebieg drogi: od dr. powiat. nr 0613 T – Dabrowa Chybicka –Kałków – do dr. powiat nr 0627 T |
| 48  | 0629 T        | 15934                | Nazwa drogi: Pawłów – Bukówka – Broniewice Przebieg drogi: od dr. woj. nr 756 – Pawłów – -Bukówka – Zapniów – Kobiałki – Broniewice – do zbiornika „Wióry” |
| 49  | 0630 T        | 15936                | Nazwa drogi: Trzeszków – Pokrzywnica Przebieg drogi: od dr. powiat. nr 0603 T – Trzeszków –Pokrzywnica (szkoła) |
| 50  | 0631 T        | 15937                | Nazwa drogi: przez wieś Chybice Przebieg drogi: od dr. woj. nr 756 – Chybice przez wieś – do końca wsi |
| 51  | 0632 T        | 15938                | Nazwa drogi: Sosnówka – Włochy – Wieloborowice Przebieg drogi: (Włochy) gr. administr. powiatu– Wieloborowice – do dr. powiat. nr 0603 T |